# Cleópatra Selene I
Cleópatra Selene I (131 - 69 a.C.) foi uma rainha ptolemaica e selêucida.
Cleópatra era a filha mais nova do rei Ptolemeu VIII Evérgeta II e de Cleópatra III. Ptolemeu VIII Evérgeta II e Cleópatra III tinham dois filhos e duas filhas, e quando Ptolemeu morreu, deixou para a viúva escolher qual dos dois filhos seria o rei. Os dois filhos eram Ptolemeu IX Sóter II e Ptolemeu X Alexandre I; Cleópatra III gostaria de indicar o mais novo, mas, por pressão do povo, nominou o mais velho, Ptolemeu IX Sóter II, e, em 114 a.C.,[carece de fontes?] fez ele se divorciar de sua esposa e irmã Cleópatra IV e se casar com outra irmã, Cleópatra Selene I.
Através desta acção Cleópatra III pretendia livrar-se de uma filha que considerava poder vir a ser uma adversária, colocando no seu lugar Cleópatra Selene, que lhe parecia mais influenciável.
Em 108 a.C. a sua mãe liderou um levantamento popular contra Ptolemeu IX que obrigou este a abandonar o Egito. Cleópatra III fez Cleópatra Selene I se divorciar do irmão, Ptolemeu IX, com quem ela tinha dois filhos. Cleópatra Selene I permaneceu em Alexandria, capital do Egito ptolemaico, junto com a mãe. Em Chipre Ptolemeu IX reuniu um exército, com o qual viria a conquistar a Judeia.
Encontrando-se de novo ao serviço das políticas da mãe, Cleópatra Selene I foi enviada à Síria selêucida, para se casar com Antíoco VIII Gripo, que disputava o trono com o seu meio-irmão Antíoco IX de Cízico desde 121 a.C.. Antíoco Gripo havia sido casado com Trifena, e Antíoco de Cízico com Cleópatra IV, a primeira esposa de Ptolemeu IX; Trifena e Cleópatra IV eram irmãs, mas Cleópatra IV fora morta a mando de Trifena, e Trifena fora morta por Antíoco de Cízico.
Cleópatra Selene I casou com Antíoco VIII Gripo, mas este foi assassinado em 96 a.C. por um general. A mãe de Cleópatra viria igualmente a falecer, possivelmente assassinada por um dos seus filhos. Cleópatra Selene I optou por casar com Antíoco IX, que já tinha sido casado com a sua irmã Cleópatra IV mandada assassinar por Trifena. Porém, este casamento durou pouco tempo, pois Antíoco IX faleceu numa batalha em 95 ou 94 a.C..
Antíoco X foi o novo rei selêucida entre 94 e 92 a.C. e foi com este que Cleópatra Selene I decidiu aliar-se , concretizando mais um casamento. Após a morte deste, Cleópatra Selene I mudou-se para a cidade de Ptolemais na Fenícia, onde viveu com os seus filhos em paz durante cerca de vinte anos.
Em 75 a.C. tentou contestar o reinado de Ptolemeu XII, enviando os seus filhos a Roma, a potência em ascensão da época. Contudo, os Romanos não atenderam às suas pretensões. Cleópatra esforçou-se igualmente para colocar o seu filho Antíoco Asiático como rei da Síria. No entanto, o rei Tigranes I da Arménia dominava a zona e este derrotou o exército da rainha, que seria capturada e assassinada em Selêucia em Zeugma, no ano de 69 a.C..